# Heather Peace
Heather Peace (16 de junio de 1975, Bradford, Reino Unido) es una actriz, música y activista de los derechos LGBT inglesa.

## Biografía
Heather Peace nació en Bradford, West Yorkshire. Toca el piano desde que tenía seis años de edad, y la guitarra desde su adolescencia. Decidió hacerse actriz muy joven y agradece a sus padres por el apoyo dado para lograr ese objetivo.

### Carrera como actriz
Estudió actuación en la Universidad Metropolitana de Mánchester, donde obtuvo un BA (Hons).
Alcanzó notoriedad en televisión cuando se unió a Emmerdale, interpretando el personaje de Anne Cullen 1996-1997.
Su primer papel de la etapa profesional fue en 1997 la producción de Harrogate Theatre My Fair Lady, donde interpretó a Eliza Doolittle. Posteriormente fue la Miranda de La tempestad de Shakespeare e interpretó a ese mismo personaje en la parodia musical Volver al Planeta Prohibido.
Después de salir de Emmerdale, Peace tomó parte en el proyecto de ley y Dangerfield, antes de ser elegida como el único bombero de sexo femenino, Sally "Gracie" Fields, en la serie de ITV1 Burning of London entre 1998 y 2002. Durante ese tiempo hizo una película para televisión, Thunder Road, en la que interpretaba a Sonia.
Entre 2003 y 2005, Peace interpretó papeles menores en series de televisión como Urgencias y Where the Heart Is. Posteriormente interpretó a la soldado Becca Gallagher en la serie 2005 Ultimate Force junto a Ross Kemp, después de lo cual protagonizó la serie de televisión de Kay Mellor The Chase como la madre soltera Fiona Jones.
Luego actuó en series de televisión como Coronation Street, Heartbeat y Holby City. También protagonizó la película 31 North 62 East como Jill/Kimberley Mandelson. En 2008, Peace apareció como la esposa en secreto el abuso en el episodio "Blue Murder" de la serie Private Sins.
En 2010, Peace fue elegida para interpretar a la sargento detective Sam Murray en la serie de televisión de la BBC Lip Service, escrita por Harriet Braun, que contaba los amores y las vidas de un grupo de lesbianas treintañeras en Glasgow, Escocia, siendo la única integrante del elenco que se había declarado abiertamente lesbiana. El rodaje de la segunda serie terminó en julio de 2011 con una fecha de transmisión de la primavera de 2012.
En 2011, Peace fue elegida para interpretar a Nikki Boston, primero jefa del Departamento de Inglés y en 2013 nombrada directora adjunta, en la serie de la BBC Waterloo Road. Después de una gira de su álbum debut, regresó a la serie para la segunda parte de la 8.ª temporada. También apareció en la 9.ª temporada, que fue emitida por la BBC a partir de septiembre de 2013. Se tomó otro descanso de Waterloo Road al final de la 9.ª temporada, en el episodio "Spring Break", pero insinuó que podría volver en la 11.ª temporada. Dicho regreso parece poco probable que ella volverá, dado que la décima temporada de la serie contó su pasado.

## Carrera de cantante
Peace fue de formación clásica en el piano desde que tenía seis años, y más tarde aprendió guitarra. Peace ha dicho que renunciaría a actuar por la música si se presentaba la situación.
Ella sostuvo una residencia de jazz en Velvet mientras asistía a la escuela de teatro..
En un episodio de 2000 de la quema de Londres, el personaje de la Peace cantó una versión del clásico de Bette Midler The Rose. Posteriormente publicado por BMG, alcanzó no. 56 en las listas británicas. Ella decidió poner su carrera musical en espera de concentrarse en la actuación, pero en 2011 se volvió a encender su amor por la música con su primera venta a cabo gira por Reino Unido y la liberación de un álbum acústico de cubiertas y algunas canciones originales.
Grabó su debut completo Cuentos de hadas de álbumes de jazz con el productor Nigel Wright. Después del lanzamiento el 21 de mayo de 2012, que alcanzó el número 43 en la lista de álbumes del Reino Unido y el número 9 en la lista de álbumes independientes, apoyado por una gira por Reino Unido. La gira de Heather Cuentos de hadas Reino Unido culminó con un concierto en Londres, donde la Peace compartió un dúo con Alison Moyet.
En 2013 lanzó un nuevo sencillo, un remix Jack Guido de "Fight For" disponible en iTunes, y una edición especial de su álbum debut "Cuentos de hadas". Ha realizado giras por Australia dos veces, donde ha participado en el Sydney Mardi Gras actuando en el escenario, así como el anfitrión del evento para la televisión SBS.
El 9 de junio de 2014, el sencillo "We Can Change", y su segundo álbum de estudio The Thin Line se lanzó oficialmente. Peace lanzó el nuevo sencillo con Europa primer cruce arco iris, en Brighton.
Todas las canciones de "The Thin Line" (al igual que su anterior álbum de estudio, Cuentos de hadas) son escritos por Peace Algunas de las pistas, sin embargo, son el resultado de un trabajo conjunto con otros songwritters. Tal es el caso del sencillo "Podemos Cambiar", escrito por Peace y Shelly Poole, o la canción "Lily" (disponible gratuitamente para su descarga desde su sitio web oficial), un coescritura por Peace y su guitarrista Michael Clancy.
Peace trabajó en este nuevo álbum con el productor James Lewis. Su enfoque en su música (se tomó un descanso de la actuación), así como la amplia labor en el álbum, que no terminó hasta que ambos (músico y productor) estaban perfectamente satisfechos con ella, concluyó en La delgada línea, un álbum que ella es increíblemente orgullosos.
Después del lanzamiento del álbum, Peace lleva a cabo en una serie de festivales durante el verano. La gira Thin Line, durante el cual Peace y su banda realizaron las canciones del nuevo álbum, se llevó a cabo en octubre de 2014. Una gira acústica seguirá en marzo / abril y junio / julio de 2015.

## Vida personal y activismo
Peace se dio a conocer como lesbiana a los 19 años, justo después de que su primera novia rompiera con ella. En 2013 entró en una unión civil con su pareja de toda la vida, Ellie, unión que anunció sería convertida en matrimonio tan pronto como fuera posible. En abril de 2015 anunció que su esposa estaba embarazada e iban a tener una hija.
Es una destacada partidaria de las causas de la igualdad LGBT. Patrocina el Manchester Pride y ha grabado un vídeo para Stonewall de la campaña "It Gets Better". Está involucrada en una serie de organizaciones benéficas relacionadas, incluyendo modelos Diversidad de funciones y el Fideicomiso Albert Kennedy.
En 2010 fue el número 40 en el Independiente en la Lista Rosa Domingo 's, pero disparó al número 10 en 2011. También fue votada como el número 18 en el sitio web de Estados Unidos 2011 Hot 100 lista de afterellen.com. También es la única mujer que ha aparecido dos veces en la portada de la revista Diva en el espacio de seis meses.

## Discografía

### Álbumes[39]
- Fairytails 2012.
- Live at the Jazz Cafe 2013
- The Thin Live 2014
- Live in Brighton 2014

## Filmografía

### Televisión
- Waterloo Road (2006-2015).
- Lip Service (2010-2012).

### Cine
- 31 North 62 East (2009).